# 中村誠司
中村 誠司（なかむら せいじ、1968年 - ）は、日本の実業家。中央電力（現：レジル）・Team Energy創業者。

## 経歴
京都産業大学経営学部を卒業後、大和證券へ入社。営業で優秀な成績を残すが、「顧客に得な思いを感じてもらえる仕事を」と考えて退職。
地元の東大阪市で主に中小企業を相手としたコスト削減に特化したコンサルティング事業を始め、1994年に節電システムの開発などを行う有限会社メリックスを設立、翌年株式会社とする。2004年には日本で初めてマンション一括受電サービスを始め、翌年に社名を中央電力とした。
1996年には「経営者としてやる気を高める場」として「秀吉会」を立ち上げた。
2012年に持株会社のTeam Energy株式会社を設立。2022年、iU情報経営イノベーション専門職大学の超客員教授に就任。